# 华为站
华为站是一個深圳地铁10号线的地铁车站，位于中國廣東省深圳市龙岗区坂田街道坂雪岗大道与稼先路交汇处的地底。2020年8月18日启用随10号线通车而启用，旁边就是华为深圳基地。

## 車站結構

### 车站楼层
本站共设有两层，地面为车站出入口，坂雪岗大道、稼先路、华为深圳基地等周边建筑；地下一层为站厅层；地下二层为站台层。
| 地面              | -    | 出入口                                                                                                  |
| 地下一层          | 站厅 | 售票机、客服中心、警务室、安检设施                                                                      |
| 地下二层          | 月台 | \| \| \| 10號線往福田口岸（贝尔路） \| \| 島式 · 開左邊车门 \| \| \| \| \| \| 10號線往双拥街（岗头） \| |
|                   |      | 10號線往福田口岸（贝尔路）                                                                              |
| 島式 · 開左邊车门 |      | |
|                   |      | 10號線往双拥街（岗头）                                                                                  |

### 站厅

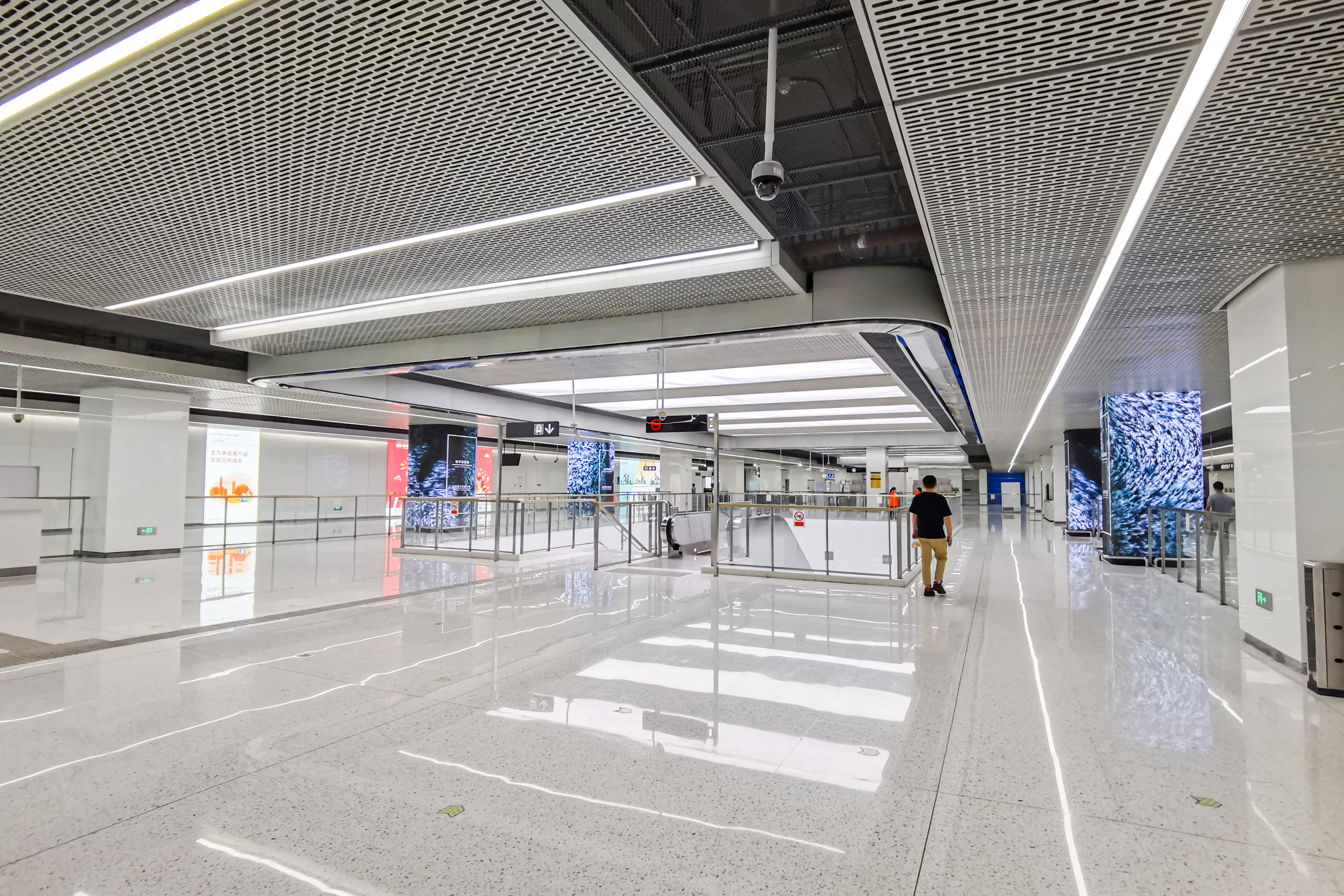
站厅

为方便乘客进出，华为站站厅付费区设于中部。付费区站厅与站台之间设有多條扶手电梯、楼梯以及垂直电梯供乘客往返于各层。

### 站台
华为站設有一个島式站台，位于坂雪岗大道的地底。

### 出入口
华为站共設有六個出入口，其中A、E出口设有垂直电梯。华为公司与龙岗区合资另建地下通道从本站站厅通往华为深圳基地的各个部分。

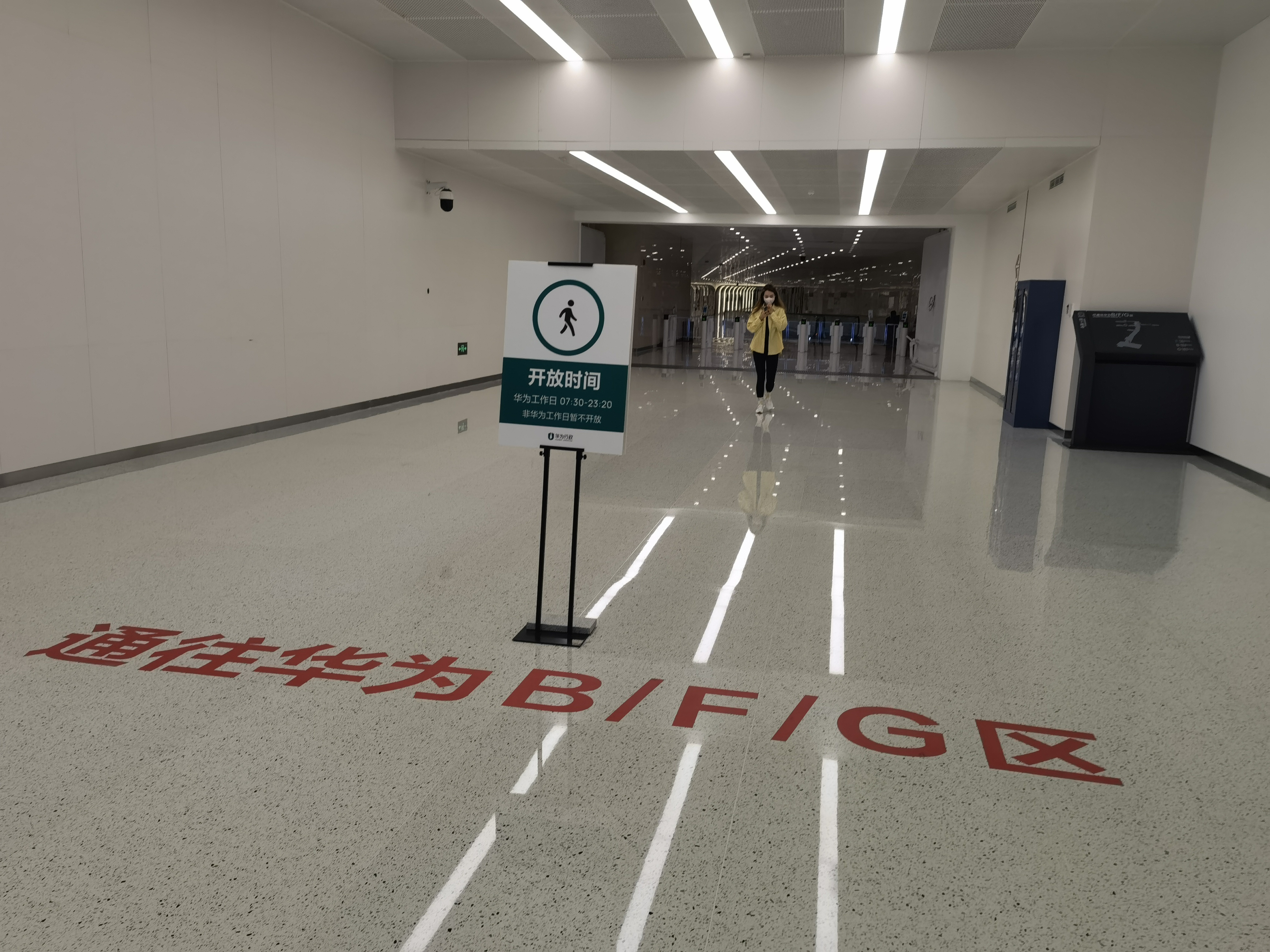
华为园区专用地下通道入口

| 出口编号                         | 出口图片 | 建议前往的目的地              |
| -------------------------------- | -------- | ----------------------------- |
| 出口 · A · 盲道标志 · 升降机标志 |          | 坂雪岗大道 万科城实验学校     |
| 出口 · B · 盲道标志              |          | 坂雪岗大道 象角塘村           |
| 出口 · C · 盲道标志              |          | 坂雪岗大道 华创云轩 马蹄山村  |
| 出口 · D · 盲道标志              |          | 稼先路 华为深圳基地J区        |
| 出口 · E · 盲道标志 · 升降机标志 |          | 稼先路 华为深圳基地K区 百草园 |
| 出口 · F · 盲道标志              |          | 坂雪岗大道 华为百草园         |
| 註： 設有 \| 設有                |          |                               |

## 接駁交通
| \| 编号 \| 编号 \| 线路 \| 线路 \| 线路 \| 收费 \| 运营商 \| 备注 \| \| ---- \| ----------- \| --------------------- \| --------------------- \| ---------------------- \| --------------------- \| --------------------- \| ----------------------------------------- \| \| \| 339 \| 吉华公交场站 \| ⇆ \| 华瀚科技总站 \| 2–9元 \| 西部四分 \| \| \| \| M198 \| 平湖任屋村总站 \| ⇆ \| 皇庭广场公交首末站 \| 2.5元 \| 巴士二分 \| 原 363 \| \| \| 高峰专线221 \| 清湖产业园总站 \| ⇆ \| 福田交通枢纽公交场站 \| 2.5元 \| 巴士二分 \| 原 M221 \| \| \| M481 \| 已于2022年5月11日停办 \| 已于2022年5月11日停办 \| 已于2022年5月11日停办 \| 已于2022年5月11日停办 \| 已于2022年5月11日停办 \| 已于2022年5月11日停办 \| \| \| 高峰专线34 \| 坂田雪象村总站 \| ⇆ \| 创新科技中心公交首末站 \| 2–8元 \| 西部四分 \| 经北环铜鼓天桥、高发科技园；原 高快巴士34 \| |             |                       |                       |                        |                       |                       |                                           |
| 编号 | 编号        | 线路                  | 线路                  | 线路                   | 收费                  | 运营商                | 备注                                      |
| | 339         | 吉华公交场站          | ⇆                     | 华瀚科技总站           | 2–9元                 | 西部四分              |                                           |
| | M198        | 平湖任屋村总站        | ⇆                     | 皇庭广场公交首末站     | 2.5元                 | 巴士二分              | 原 363                                    |
| | 高峰专线221 | 清湖产业园总站        | ⇆                     | 福田交通枢纽公交场站   | 2.5元                 | 巴士二分              | 原 M221                                   |
| | M481        | 已于2022年5月11日停办 | 已于2022年5月11日停办 | 已于2022年5月11日停办  | 已于2022年5月11日停办 | 已于2022年5月11日停办 | 已于2022年5月11日停办                     |
| | 高峰专线34  | 坂田雪象村总站        | ⇆                     | 创新科技中心公交首末站 | 2–8元                 | 西部四分              | 经北环铜鼓天桥、高发科技园；原 高快巴士34 |

## 歷史
地鐵华为站於2013年首次提出興建，为沿线的重点车站。并在2015年動工，随10號線一併在2020年8月18日啟用。

## 相關事件
由於本站鄰近華為全球總部而得名，同時站名為人熟悉，不少中國大陸網民於2020年8月18日（即本站啟用首日）都帶著不同品牌的手機在站名下方拍照留念，此事成為微博上的熱門話題。国务院2022年最新修订的《地名管理条例》规定交通设施不可以企业名称或商标名称作地名。
根据2018年实施的《深圳市轨道交通线路及站点命名规则》，站名不应使用商业设施、企业、商业住宅区名称，但因华为公司片区占地100多万平方米，在坂田建成多年，已演化成为具有地名意义的区片名称，故該命名得以保留。